# Raymond Milton
Raymond Bernard Milton (* 27. August 1912 in Port Arthur, Ontario; † 17. September 2003 in Stouffville, Ontario) war ein kanadischer Eishockeyspieler.  

## Karriere
Raymond Milton begann seine Karriere als Eishockeyspieler in seiner Heimatstadt bei den Port Arthur Bearcats, mit denen er Kanada bei den Olympischen Winterspielen 1936 repräsentierte. Anschließend spielte er für die Lake Shore Blue Devils. Nach seiner Eishockeykarriere war er im Bergbau tätig.  

### International
Für Kanada nahm Milton an den Olympischen Winterspielen 1936 in Garmisch-Partenkirchen teil, bei denen er mit seiner Mannschaft die Silbermedaille gewann. 

## Erfolge und Auszeichnungen
- 1936 Silbermedaille bei den Olympischen Winterspielen